# ۱۷۳ (پیش از میلاد)
۱۷۳ (پیش از میلاد) ۱۷۳مین سال قبل از تقویم میلادی است.

## رویدادها
- برگزاری نخستین جلسه مجلس مهستان در دوره پادشاهی مهرداد یکم اشکانی در نوروز.